# Castelo Greenan

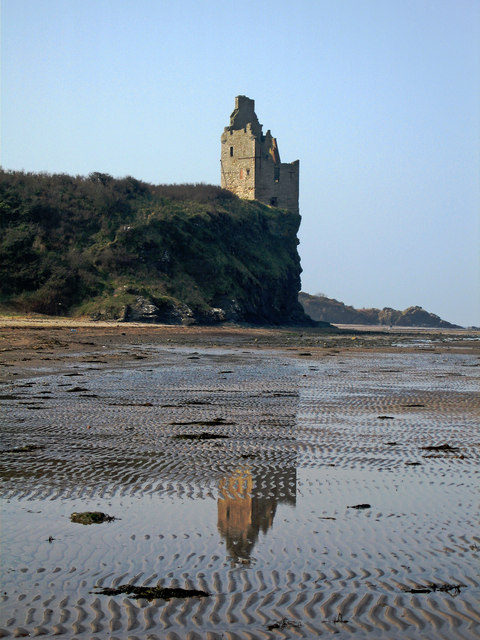
Castelo Greenan, Escócia.

O Castelo Greenan (em inglês:  Greenan Castle) é um castelo do século XVII atualmente em ruínas localizado em Maybole, South Ayrshire, Escócia.

## História
Cartas mostram que Roger de Scalebroc manteve o castelo em 1190, sendo que neste período a estrutura provavelmente seria do tipo motte and bailey.
Alguma notas referem que o castelo foi erigido por John Kennedy de Baltersan em 1603 (as iniciais J K e 1603 aparecem por cima duma das portas), contudo existiu um forte no mesmo lugar em que o trabalho de pedra, sugere ser do início do século XVII.
Foi propriedade da família Davidson no século XV e passou para os Kennedy em 1588. O 'Castell of the Grenand' é descrito por Abercrummie (Macfarlane 1907) como 'uma grande casa... com algum trabalho novo acrescentado, mas nunca acabado'.
Encontra-se classificado na categoria "B" do "listed building" desde 14 de abril de 1971.

## Estrutura
Mede 10 metros por 8 metros e possui quatro pisos.